# Hielo fijo

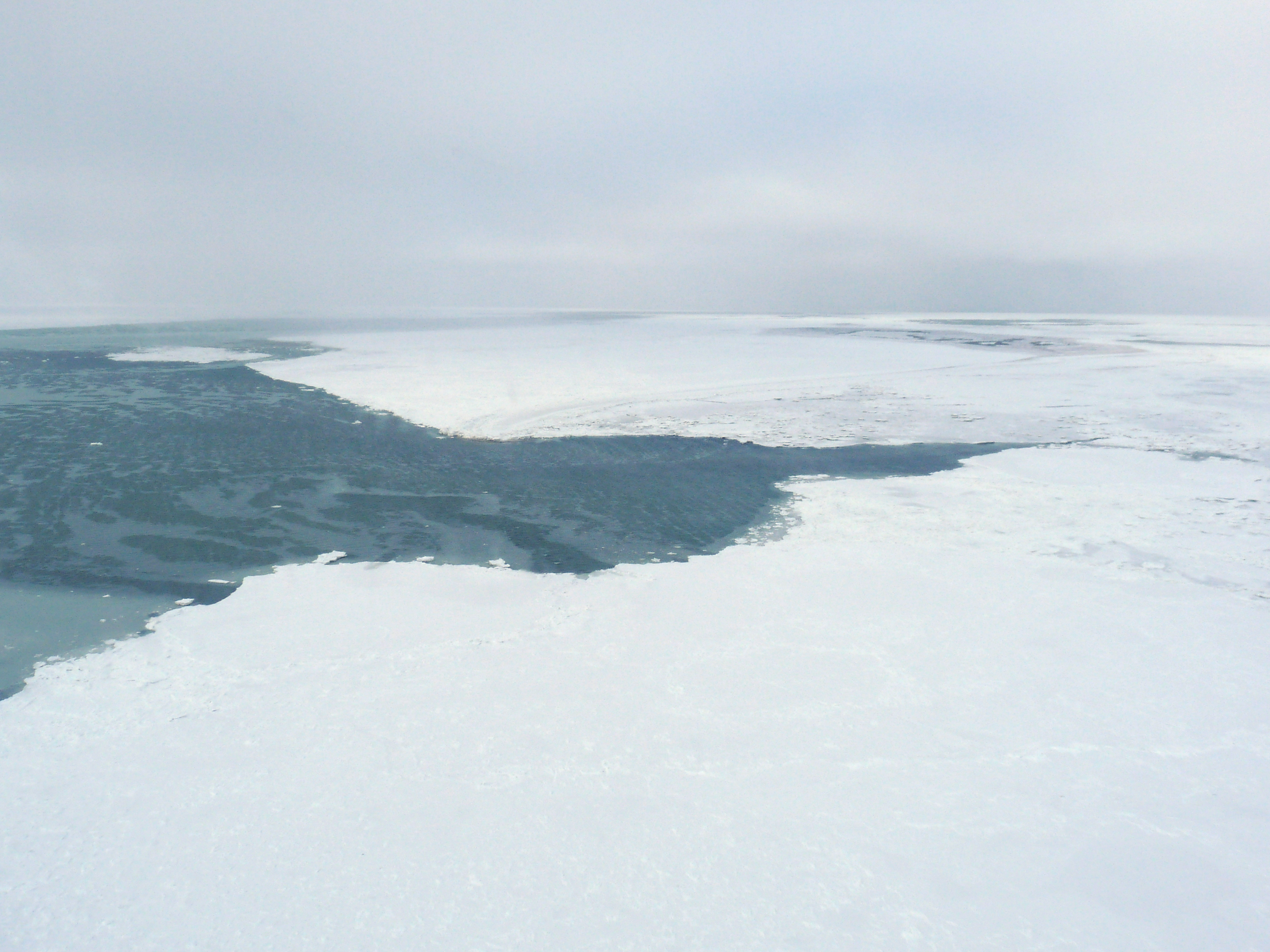
Hielo fijo

El hielo fijo o hielo permanente (en inglés, «fast ice») es una banquisa (mar de hieloielo fi) que se ha congelado a lo largo de la costa y se extiende fuera de la tierra en el mar, permaneciendo anclada a ella, fijada a lo largo de los bancos de arena, barras o a las partes más someras de la plataforma continental. En la Antártida, el hielo fijo también se extiende entre icebergs varados. A diferencia del otro tipo de banquisa, el hielo a la deriva, el hielo fijo no se mueve con las corrientes y el viento.
La anchura (y la presencia) de estas zonas de hielo suele ser estacional y depende del espesor del hielo, de la topografía del fondo marino y de la posición geográfica las islas. En el océano Ártico el hielo fijo se extiende hasta una profundidad de 20 metros, mientras que en los mares subárticos, solamente llega a unos 10 m. Los icebergs varados pueden actuar también como anclas para el hielo fijo, especialmente en la Antártida. En algunas zonas costeras, con una plataforma abrupta y sin islas (por ejemplo, en el mar de Ojotsk frente a Hokkaidō), las mareas previenen la formación de cualquier área de hielo fijo. Las cuencas oceánicas más pequeñas pueden tener hielo fijo solamente en zonas en que no haya hielo a la deriva (por ejemplo, en el Sound McMurdo en la Antártida).
La topografía del hielo fijo varía desde un nivel muy llano y suave hasta un perfil escabroso. El hielo fijo puede crecer tanto por la congelación del agua de mar como por la congelación de trozos de hielo a la deriva de la costa o de otros sitios en que queden anclados.

## Definición
La Organización Meteorológica Mundial (OMM), emplea una terminología muy especifica para definir los diferentes tipos de hielo. El Servicio de Hidrografía Naval de Argentina ha realizado una recopilación de tales términos en una publicación llamada «Nomenclatura de la OMM del hielo marino», que recoge la siguiente definición de hielo fijo:

HIELO FIJO (Fast ice): Hielo marino que se forma y permanece fijo a lo largo de la costa, en donde es anexado a la orilla, a una pared de hielo, a un frente de barrera, entre bajos fondos o témpanos varados. Fluctuaciones verticales del hielo fijo pueden ser observadas durante cambios del nivel del mar. El hielo fijo puede ser formado in situ de agua de mar o por congelamiento hacia la costa del hielo flotante de cualquier edad, y puede extenderse unos pocos metros o varios cientos de kilómetros desde la costa. El hielo fijo puede ser de más de un año de edad y entonces añadir con sufijo la categoría apropiada de su edad (viejo, del segundo año o de varios años). Cuando tiene más de alrededor de 2 m sobre el nivel del mar se lo denomina barrera de hielo.
«Nomenclatura de la OMM del hielo marino». 